# Rubribreza
Rubribreza (izvirno srbsko Рубрибреза) je naselje v Srbiji, ki upravno spada pod Občino Lajkovac; slednja pa je del Kolubarskega upravnega okraja.

## Demografija
V naselju živi 632 polnoletnih prebivalcev, pri čemer je njihova povprečna starost 38,5 let (37,5 pri moških in 39,6 pri ženskah). Naselje ima 256 gospodinjstev, pri čemer je povprečno število članov na gospodinjstvo 3,17.
To naselje je, glede na rezultate popisa iz leta 2002, večinoma srbsko.
|  |

| Demografija | Demografija     | Demografija     |
| Leto        | Št. prebivalcev | Št. prebivalcev |
| ----------- | --------------- | --------------- |
|             |                 |                 |
|             |                 |                 |
|             |                 |                 |
|             |                 |                 |
| 1948        | 619             |                 |
| 1953        | 672             |                 |
| 1961        | 699             |                 |
| 1971        | 762             |                 |
| 1981        | 789             |                 |
| 1991        | 824             | 817             |
| 2002        | 819             | 811             |
|             |                 |                 |

| Etnična sestava po popisu iz leta 2002 | Etnična sestava po popisu iz leta 2002 | Etnična sestava po popisu iz leta 2002 | Etnična sestava po popisu iz leta 2002 | Etnična sestava po popisu iz leta 2002 |
| -------------------------------------- | -------------------------------------- | -------------------------------------- | -------------------------------------- | -------------------------------------- |
| Srbi                                   | Srbi                                   |                                        | 794                                    | 97,90%                                 |
| Hrvati                                 | Hrvati                                 |                                        | 5                                      | 0,61%                                  |
| Črnogorci                              | Črnogorci                              |                                        | 2                                      | 0,24%                                  |
| Romi                                   | Romi                                   |                                        | 1                                      | 0,12%                                  |
| Makedonci                              | Makedonci                              |                                        | 1                                      | 0,12%                                  |
| Jugoslovani                            | Jugoslovani                            |                                        | 1                                      | 0,12%                                  |
| Neznano                                | Neznano                                |                                        | 3                                      | 0,36%                                  |